# 虞鄉縣
虞乡县，为中国山西省已经撤销的一个县，大体上为今天的永济市。

## 历史
- 北周保定元年(561) 改绥化县为虞乡县。
- 隋属河东郡，大业九年(613)徙废。故治在今永济县虞乡镇西北。
- 唐武德元年（618）别置虞乡县，属蒲州。开元九年(721)属河中府。
- 五代、宋、金俱称虞乡县
- 元至元三年(1266)并入临晋县。
- 清雍正八年(1730)复置，属蒲州府。
- 民国属河东道。
- 1954年同解县合并为解虞县，1958年安邑县、解虞县、临猗县合并为运城县（现运城市）。1961年析运城县复置永济县。1994年1月撤县设市，目前隶属于地级运城市。市中心建有舜都广场，纪念舜帝建都于此的传说。